# Andy Wilson
Andy Wilson (1902, data de morte desconhecida) foi um ciclista britânico. Competiu representando o Reino Unido em dois eventos nos Jogos Olímpicos de 1924 em Paris.